# Freilichtmuseum Beuren

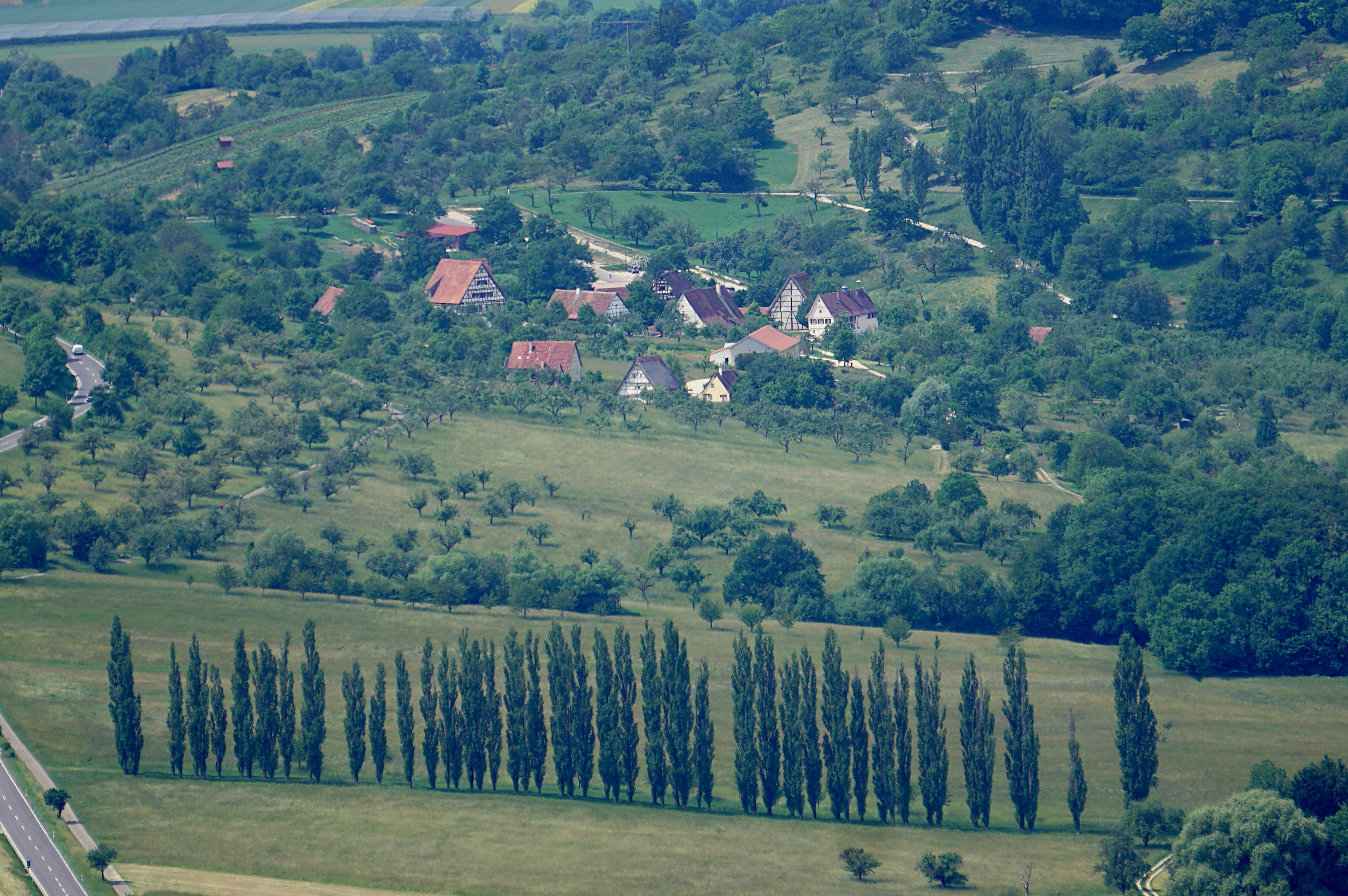
Das Freilichtmuseum von der Burg Teck aus gesehen

Das Freilichtmuseum Beuren ist eines von sieben regionalen Freilichtmuseen in Baden-Württemberg. Es wurde 1995 eröffnet und präsentiert translozierte alte Gebäude aus dem Raum Mittlerer Neckar und Schwäbische Alb. Das Museum liegt nordöstlich von Beuren bei Nürtingen im Gewand Herbstwiesen und zeigt 24 historische Gebäude (Stand 2018). Träger des Freilichtmuseums Beuren ist der Landkreis Esslingen.

## Geschichte
Seit dem Jahr 1979 befasste sich der Landkreis Esslingen wiederholt mit Überlegungen, ob im Landkreis ein Freilichtmuseum erstellt werden könne. Mit den im Einzugsbereich des geplanten regionalen Freilichtmuseums liegenden Landkreisen Böblingen, Ludwigsburg, Rems-Murr, Göppingen, Reutlingen, Tübingen sowie der Stadt Stuttgart wurde verhandelt, eine finanzielle Beteiligung war trotz intensiver Bemühungen nicht zu erreichen. Angesichts der seinerzeit einsetzenden Rezession, der angespannten Finanzlage und anderer wichtiger Aufgaben beschloss der Kultur- und Schulausschuss des Kreistages 1982, die Errichtung des Museums abzulehnen. Man begann sogar damit, eingelagerte Gebäude wieder loszuwerden. So wurde die ehemalige Dorfkirche von Tischardt, das „Tischardter Kirchle“, an das Freilichtmuseum Neuhausen ob Eck verschenkt.
1985 wurde das Thema im Kreistag wieder aufgegriffen. Aus Beuren war ein Vorschlag eingegangen, das Museum im Gewand Herbstwiesen aufzubauen. Am 19. Dezember 1985 beschloss der Kreistag die Errichtung des Museums am Standort Beuren. Rund 9 ha Fläche wurden erworben, die Gemeinde Beuren stellte rund 4 ha kostenlos zur Verfügung. 1987 fand der erste Spatenstich in Anwesenheit des damaligen Ministers für Wissenschaft und Kunst, Helmut Engler, statt, man begann mit dem Aufbau der eingelagerten Gebäude. Am 13. Mai 1995 wurde dieses bislang letzte der sieben regionalen Freilichtmuseen in Baden-Württemberg mit acht wieder aufgebauten Gebäuden dann eröffnet.

## Gebäude

### Eingangsbereich
Der Museumseingang führt durch ein modernes, nach ökologischen Gesichtspunkten errichtetes Eingangsgebäude mit Kassen und dem vom Förderverein des Museums betriebenen Tante-Helene-Laden. Direkt dahinter steht rechts das 2014 im Museum wiedereröffnete Haus aus Öschelbronn. Dieses ist nur in Teilen historisch eingerichtet. Der größere Teil des Hauses dient heute als modernes Tagungsgebäude mit barrierefrei zugänglichen Tagungsräumen. Direkt dahinter befindet sich ein Wohnhaus mit Schreinerei aus Ohmenhausen. Vor diesem Gebäude stehen eine Obstmühle aus Owen und ein Hühnerstall aus Stuttgart-Birkach.

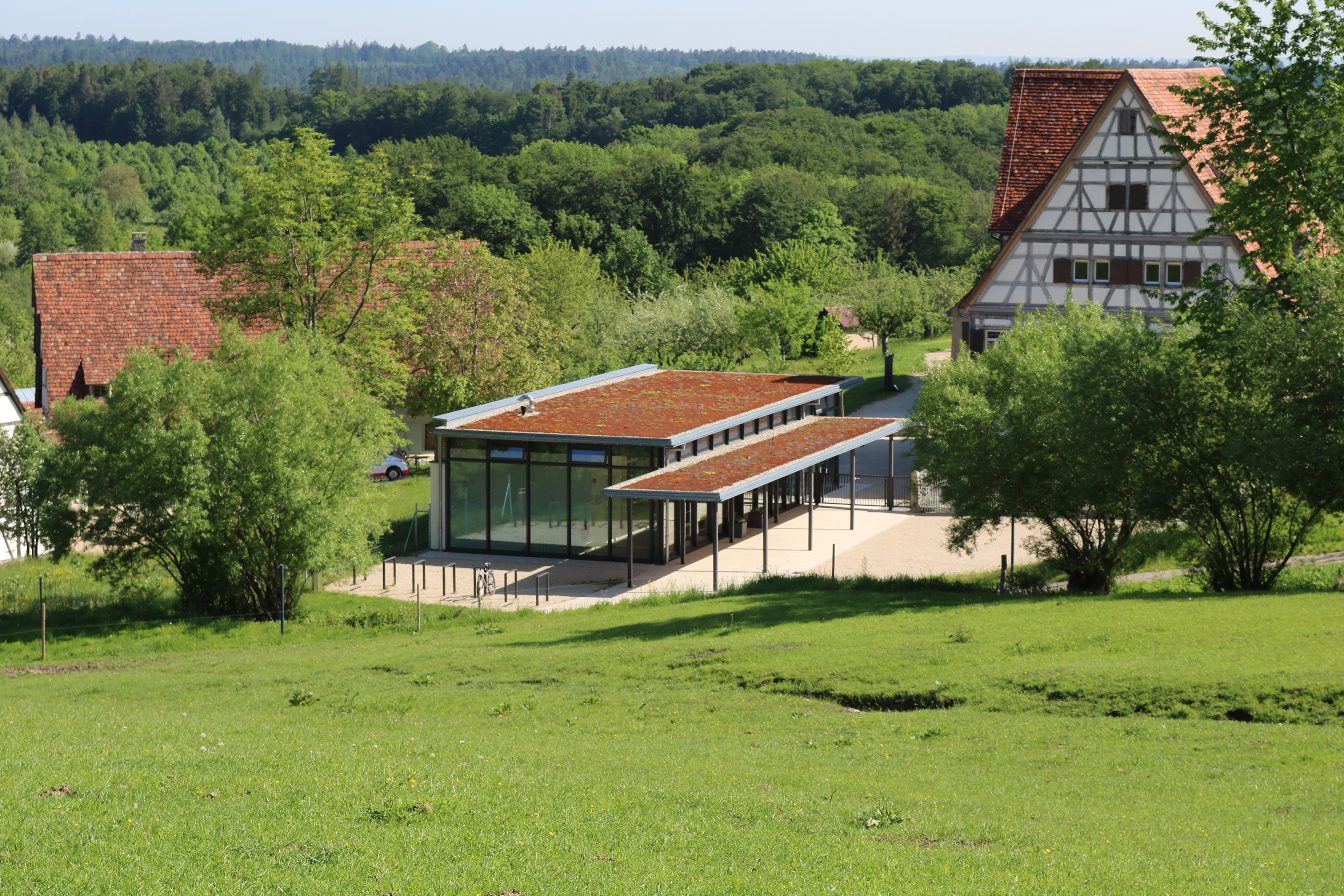
Neues Eingangsgebäude
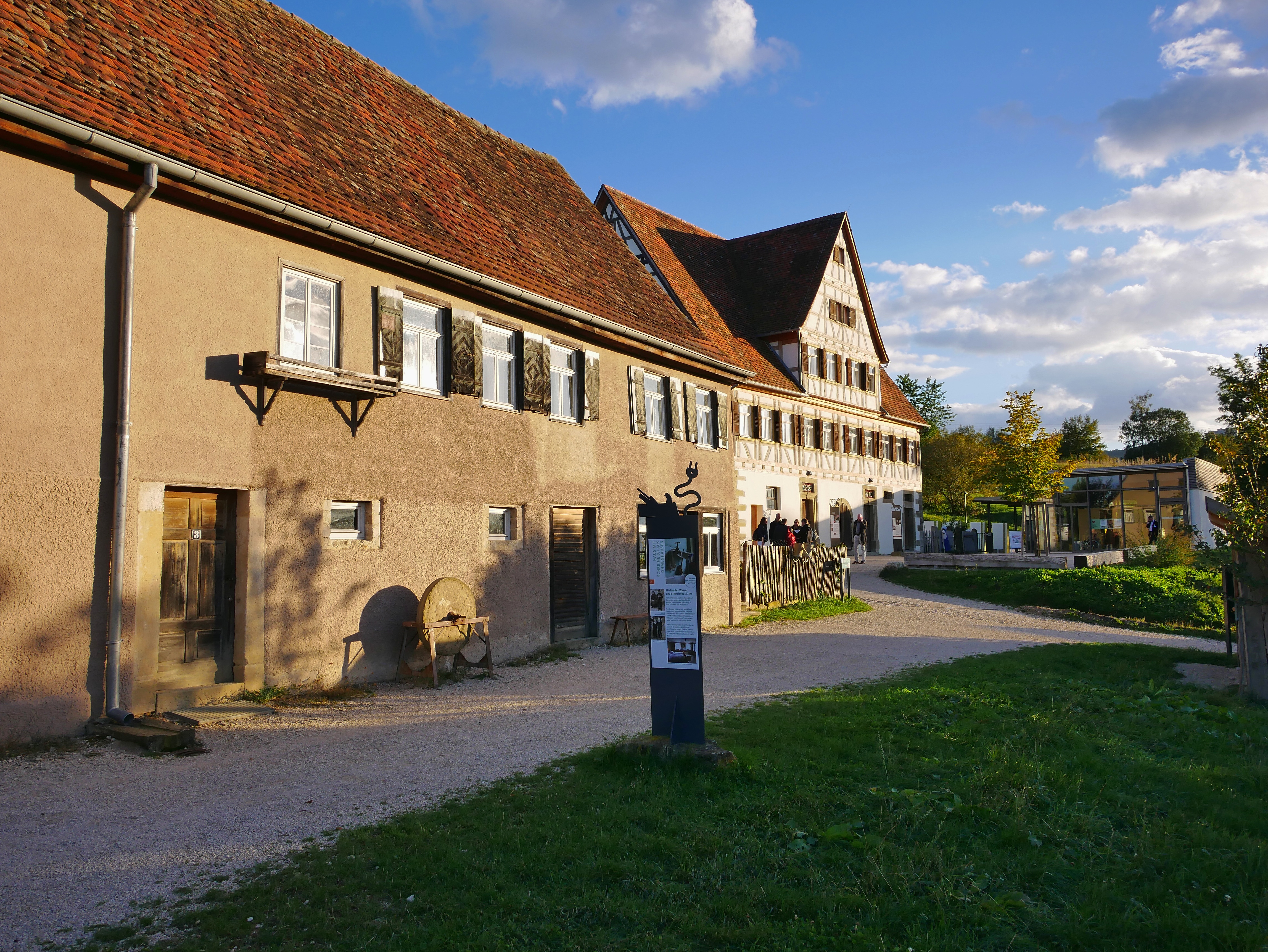
Eingangsbereich Museumsseite
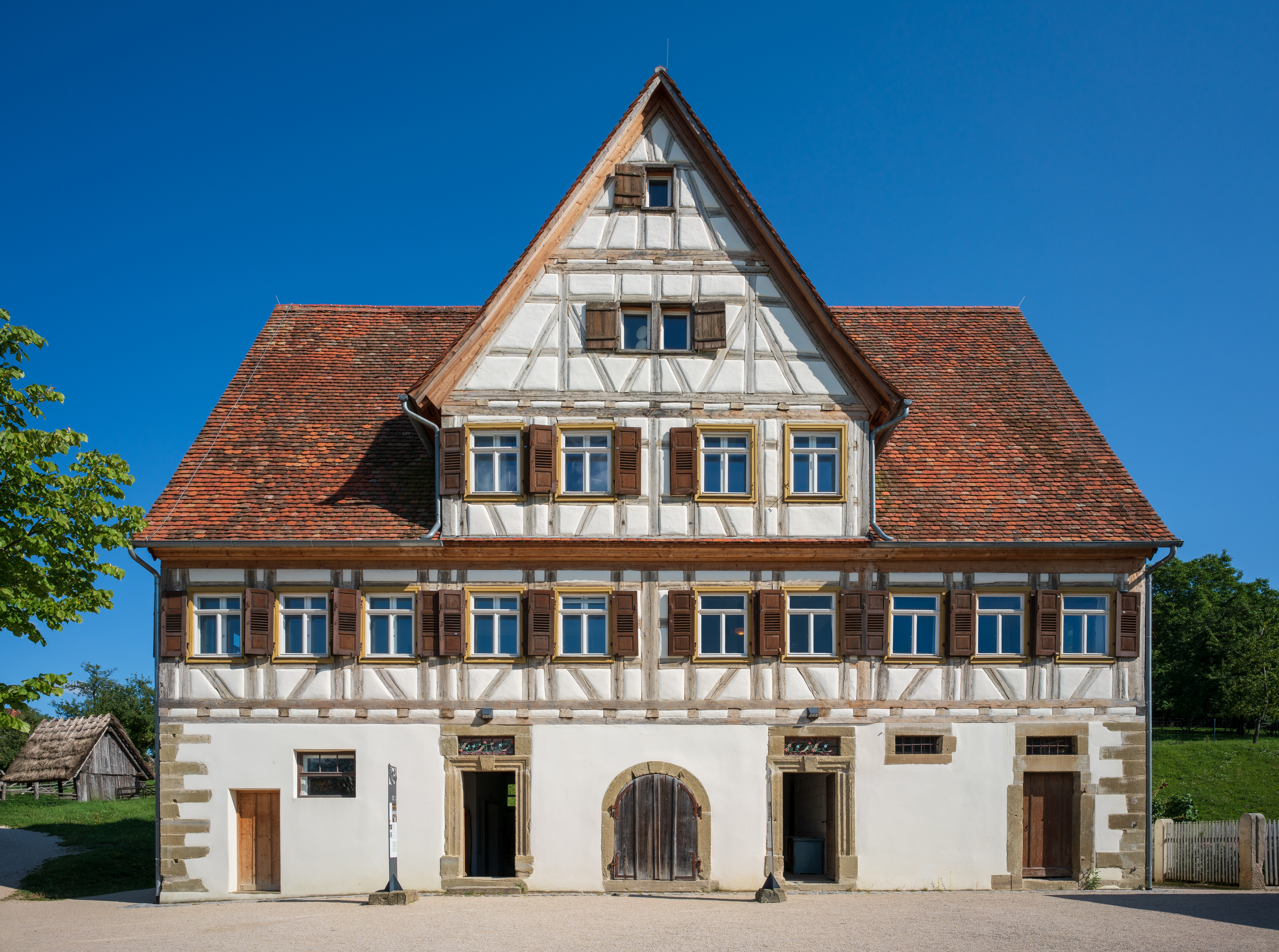
Haus aus Öschelbronn
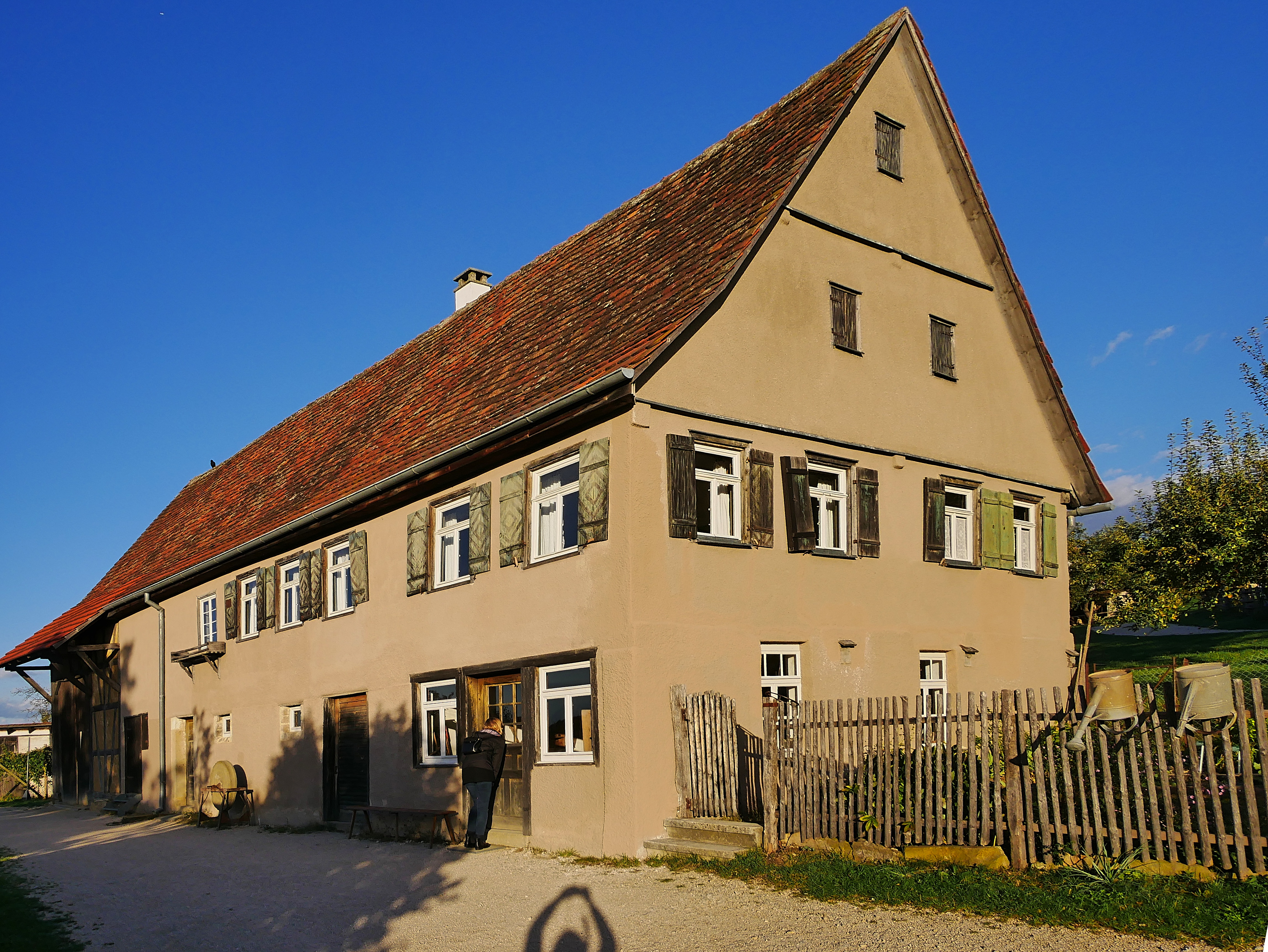
Schreinerei aus Ohmenhausen
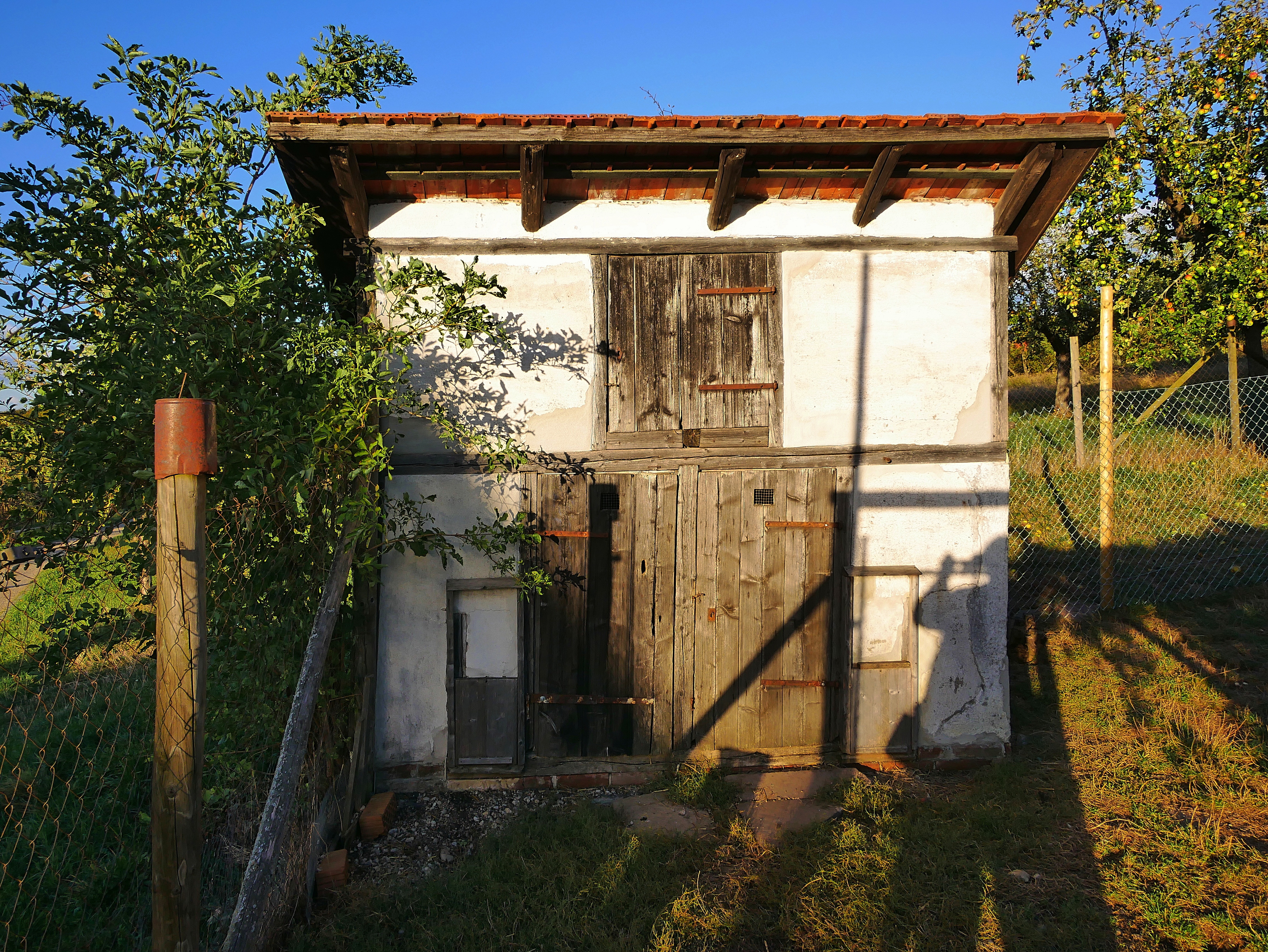
Hühnerstall aus Birkach

### Neckarland-Dorf
Zu sehen sind bei einem Rundgang  ein Wohn- und Wirtschaftsgebäude aus Tamm, in dem auch die Museumsgaststätte untergebracht ist. Direkt daneben, über den Bach gebaut, steht das Back- und Waschhaus aus Sielmingen. Eine Scheune aus Gärtringen wird als Ausstellungsscheuer genutzt. Ein Backhaus aus Sulzgries und das Schul- und Rathaus aus Häslach schließen sich an. Zu besichtigen sind außerdem eine Scheune aus Beuren (Schlegelscheuer), einen Schweinestall aus Ehningen und ein Wohn-Stall-Haus aus Beuren.
Eine Besonderheit ist das hinter dem Rathaus stehende ehemalige Fotoatelier Hofmann aus Kirchheim unter Teck, in dem sich schon Hermann Hesse fotografieren ließ. Es ist eines der wenigen in Europa erhaltenen freistehenden Tageslicht-Fotoateliers. Ein vergleichbares steht im Ryedale Folk Museum.

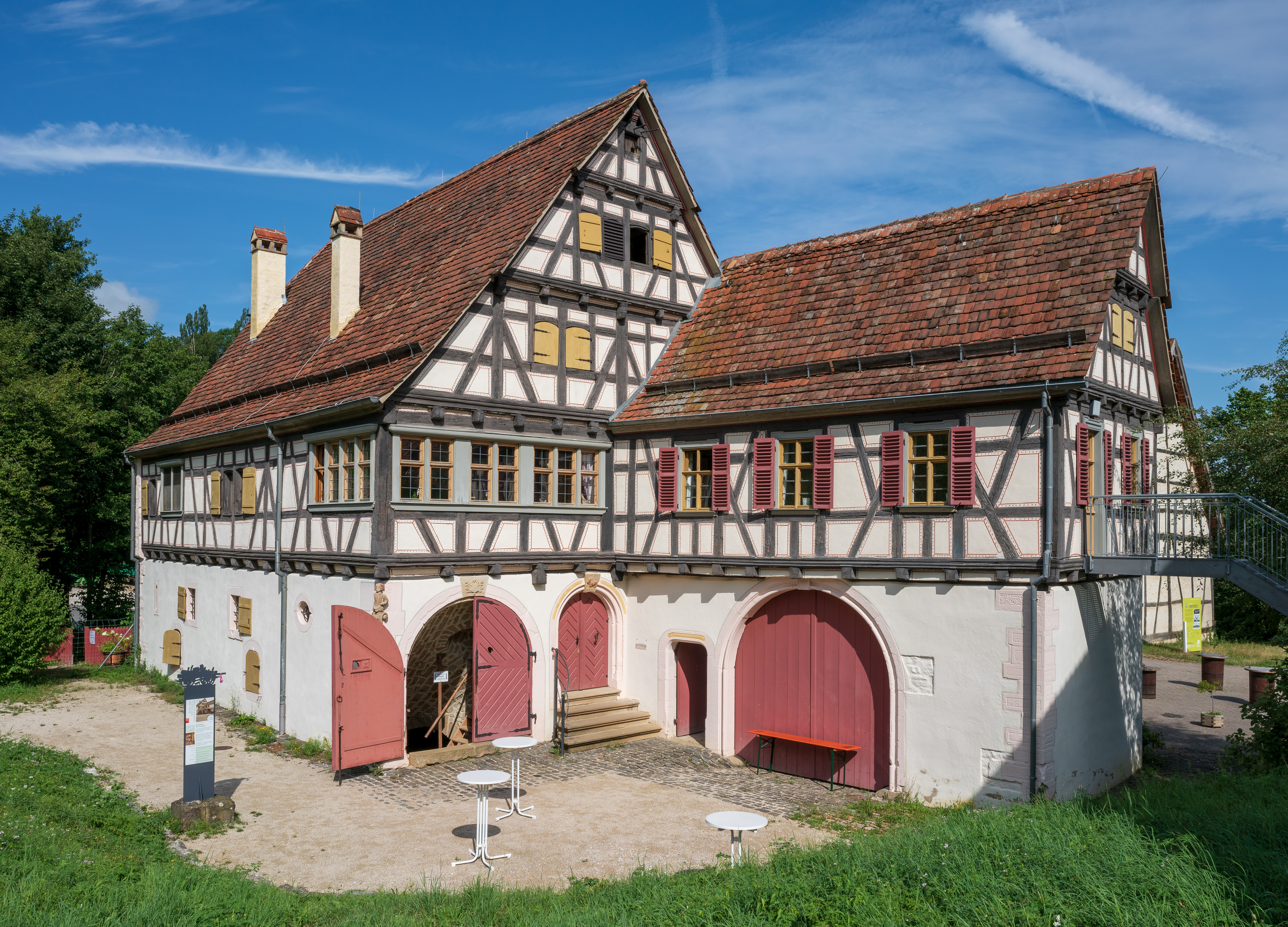
Haus Mannsperger mit Museumsrestaurant
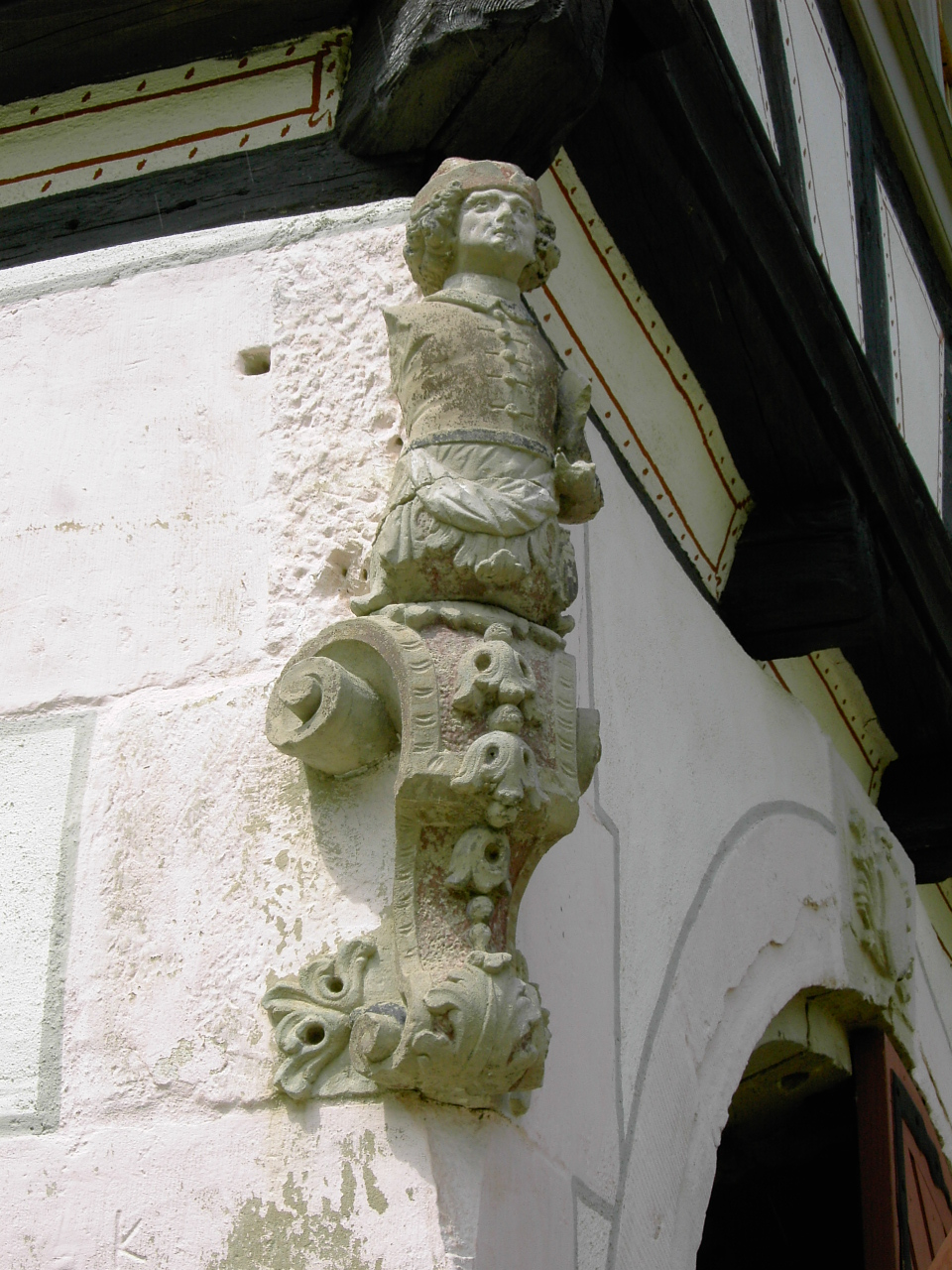
Steinbüble am Haus Mannsperger
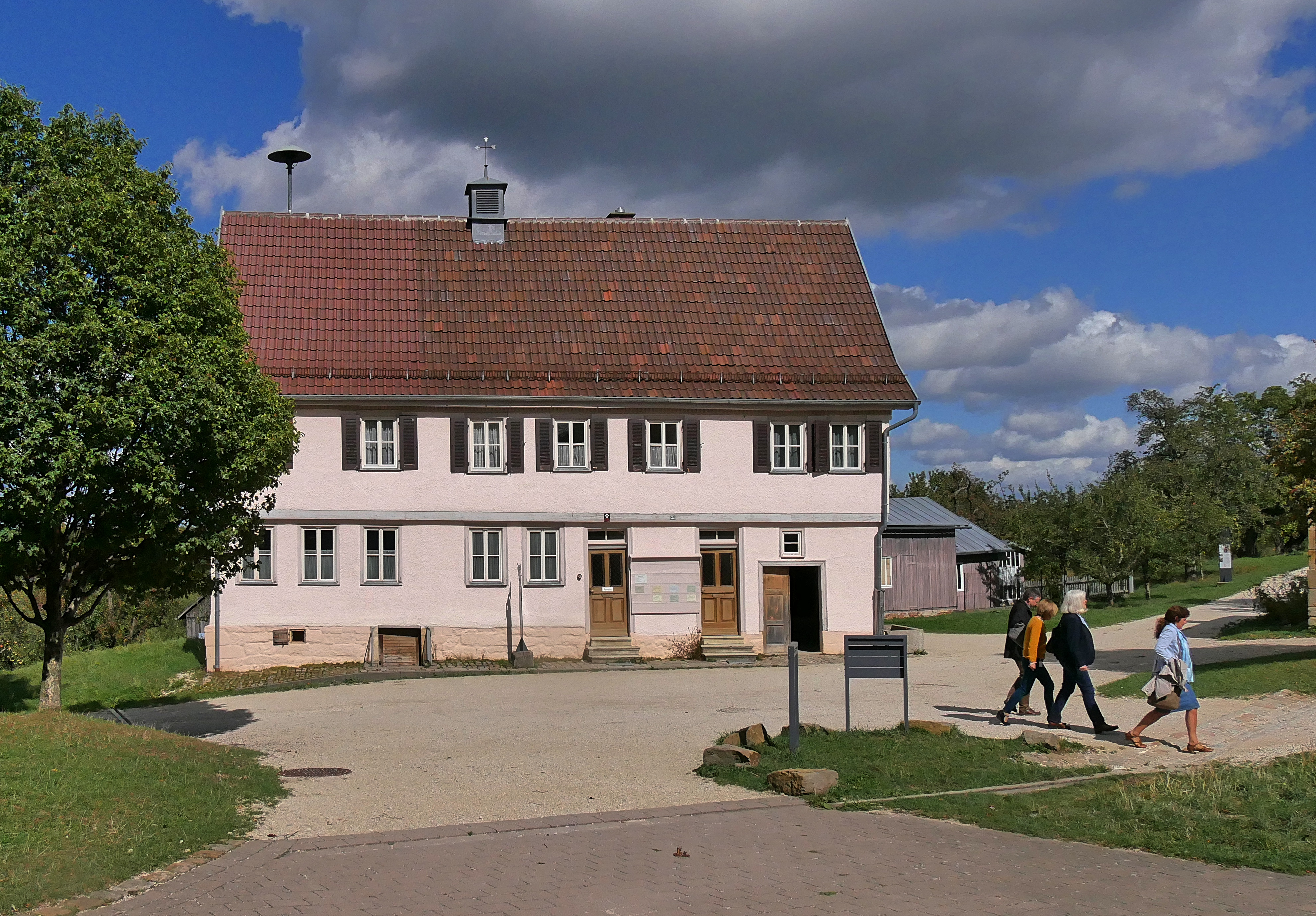
Rathaus
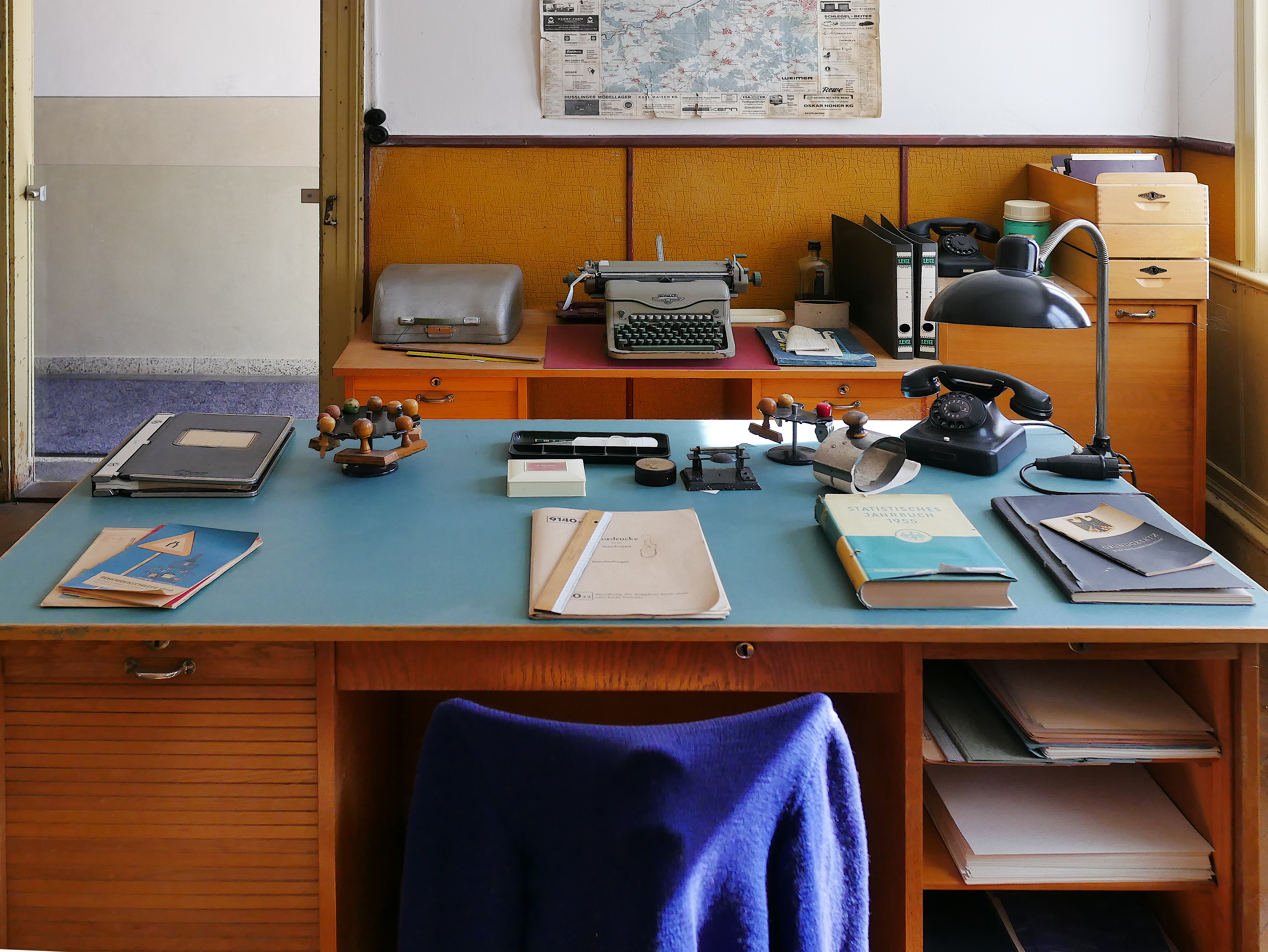
Rathaus innen
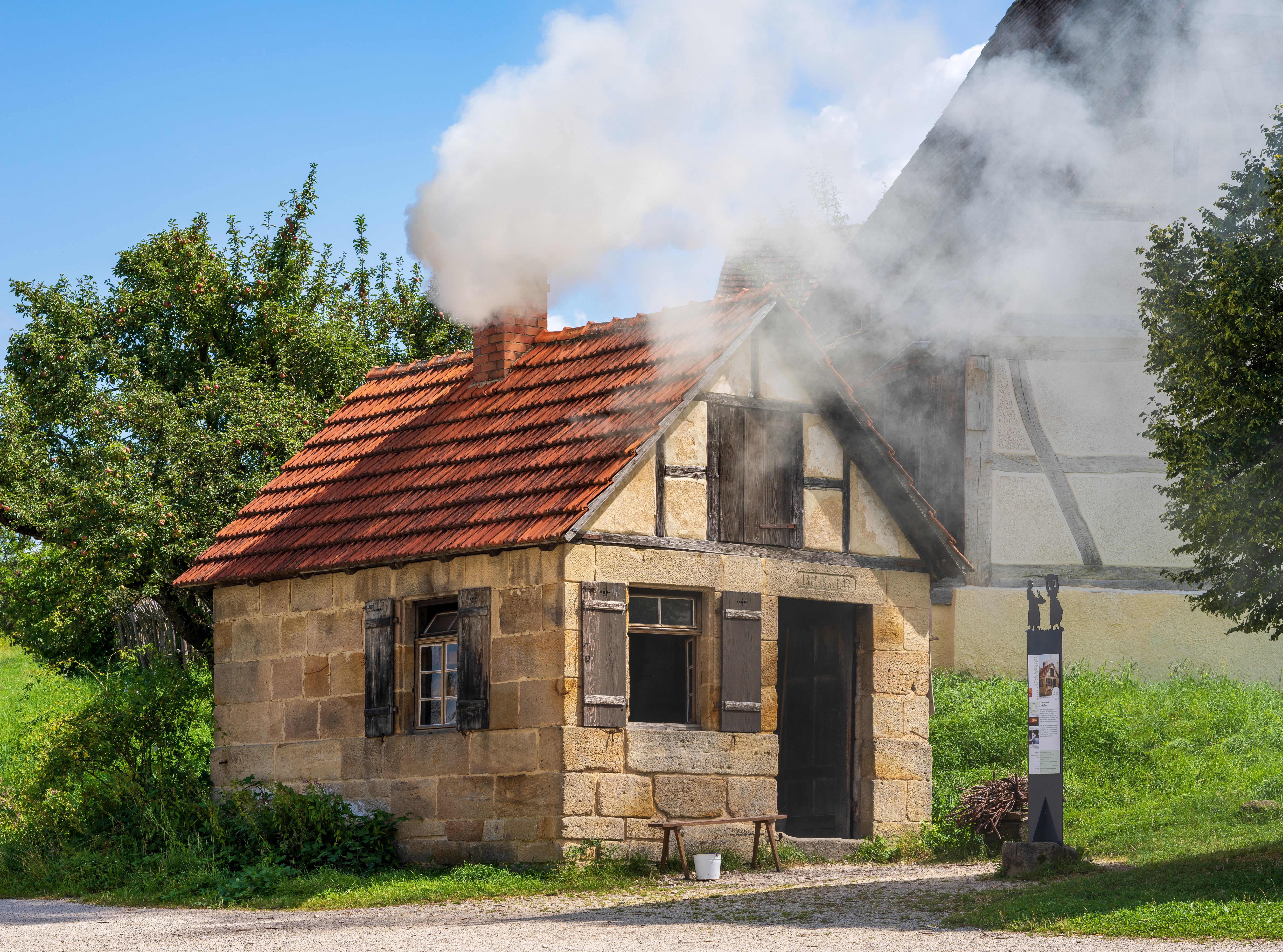
Backhaus
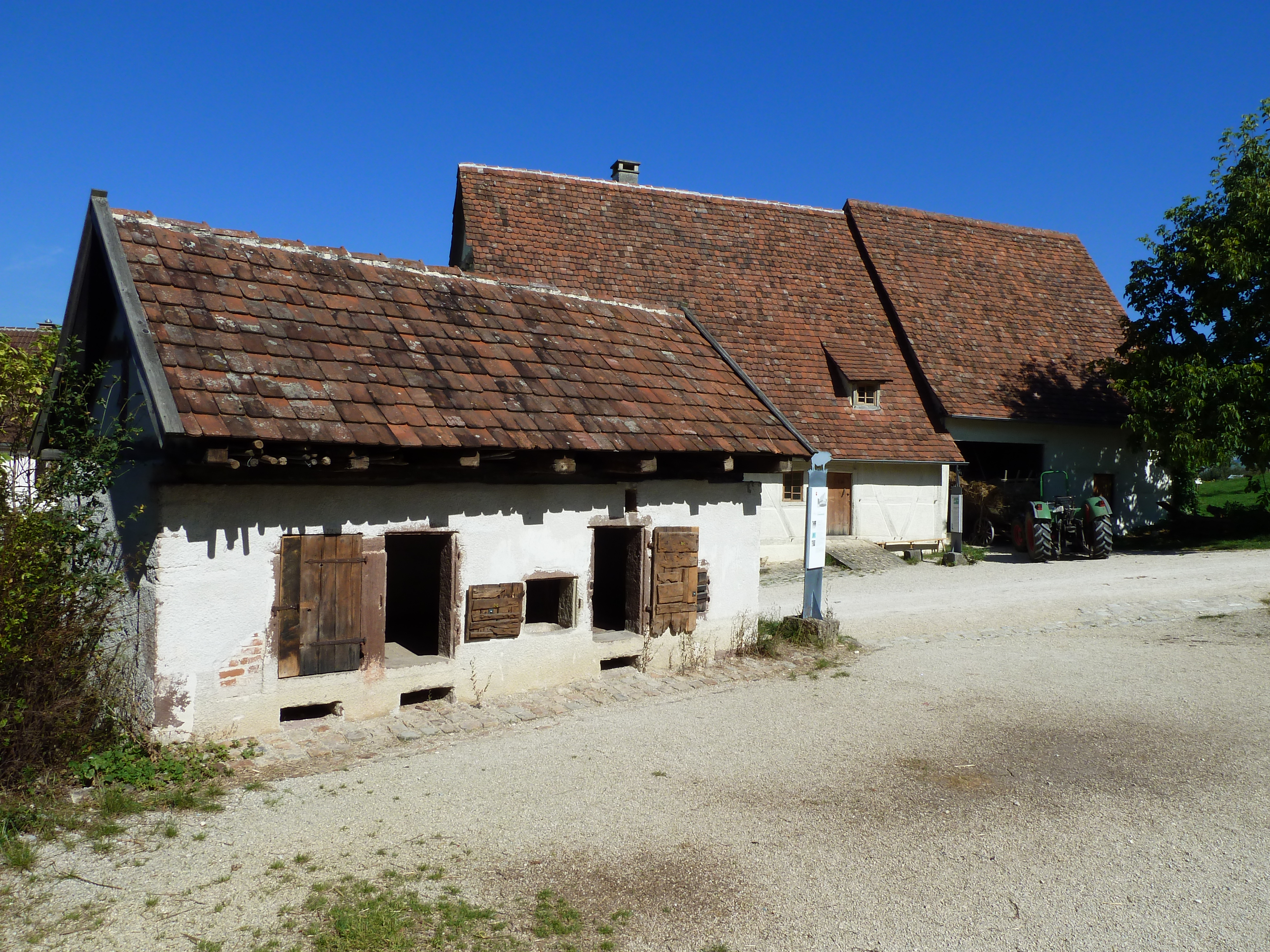
Schweinestall
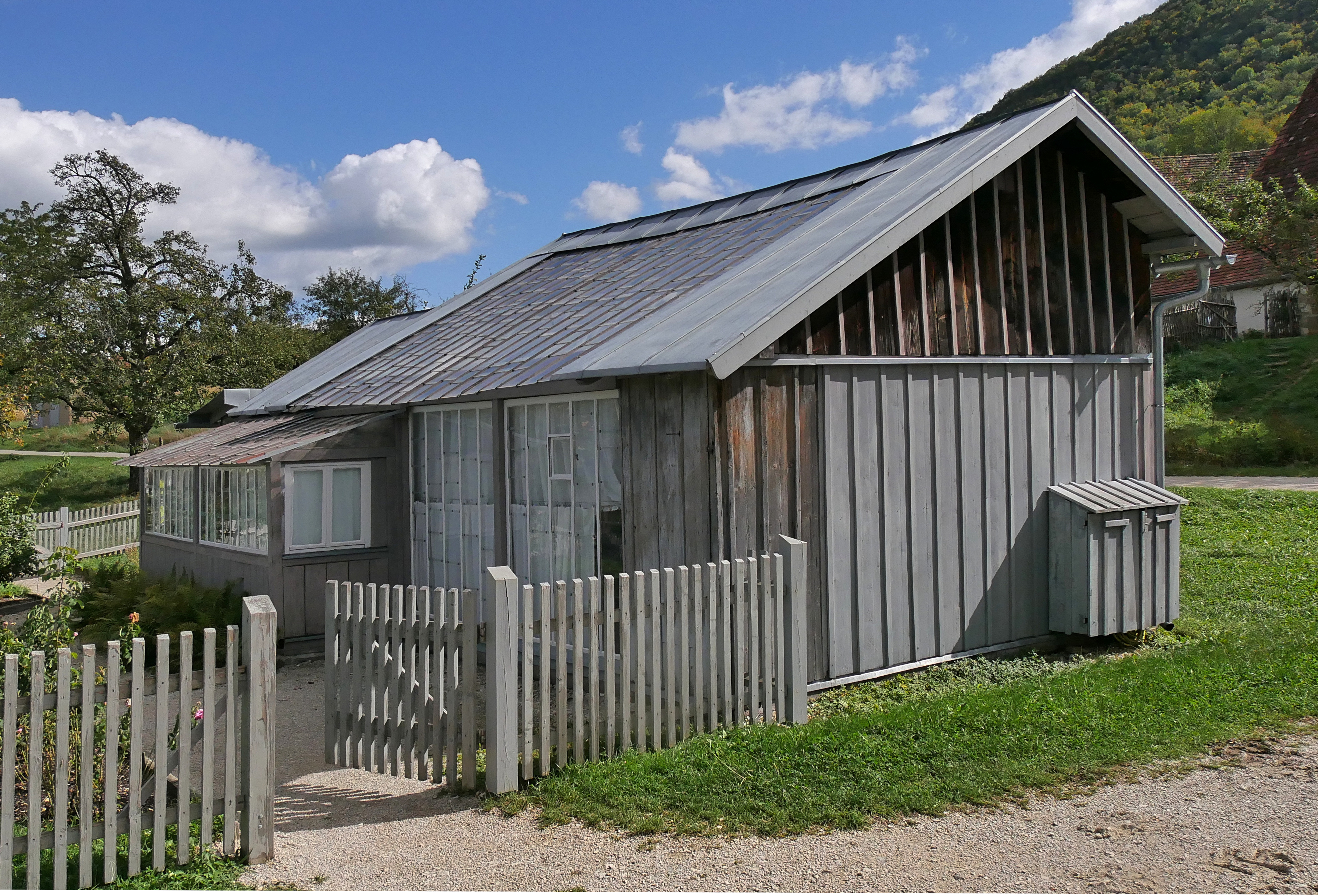
Fotoatelier
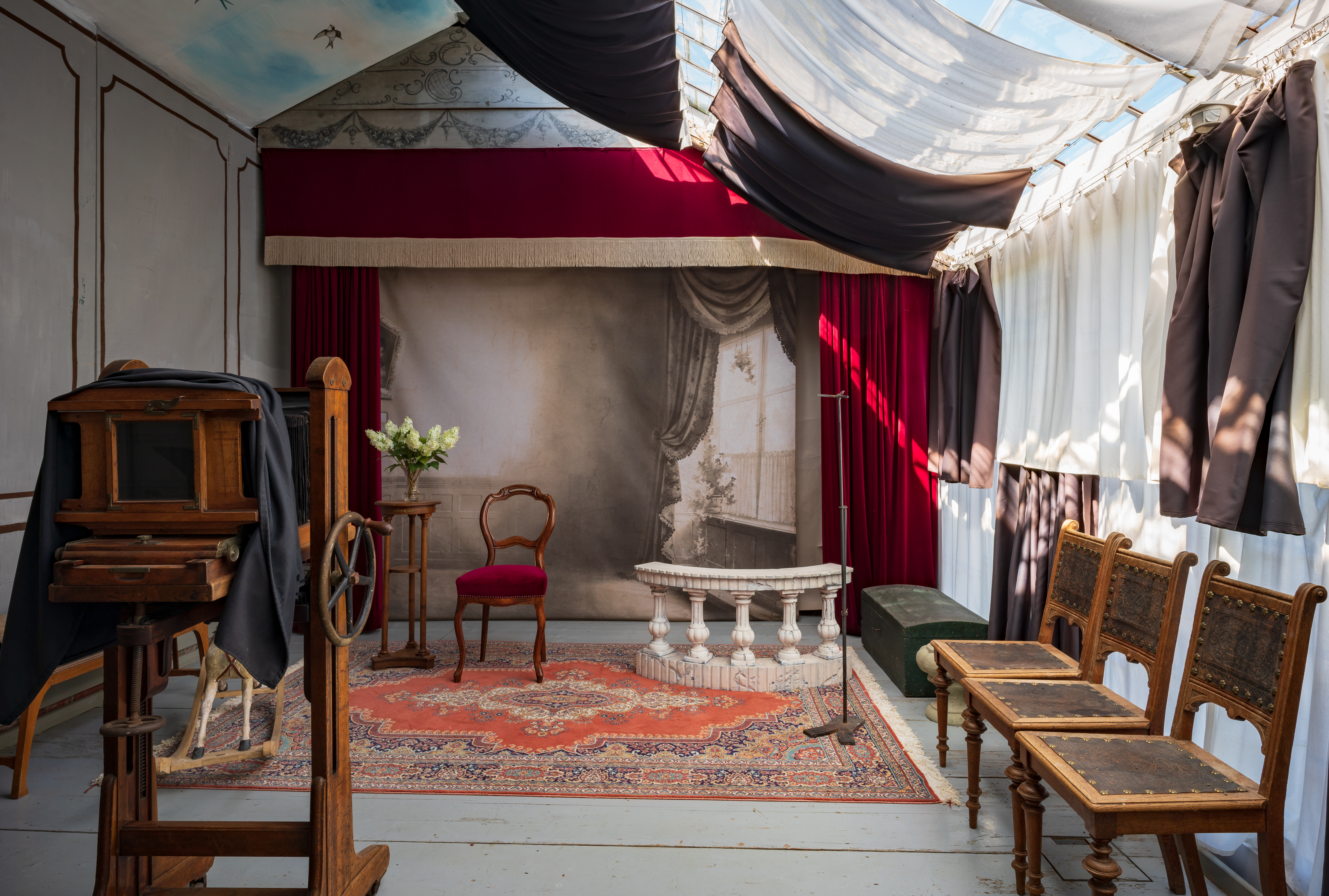
Fotoatelier innen

### Alb-Dorf
Auf dem Weg zum Alb-Dorf sind ein Kalkofen, ein Viehunterstand und der Schafstall aus Schlaitdorf zu sehen. In dieser zweiten Hausgruppe sieht man ein Tagelöhnerhaus aus Weidenstetten, ein Bauernhaus aus Aichelau mit dem dazugehörenden Ausgedinghaus und ein Weberhaus aus Laichingen.

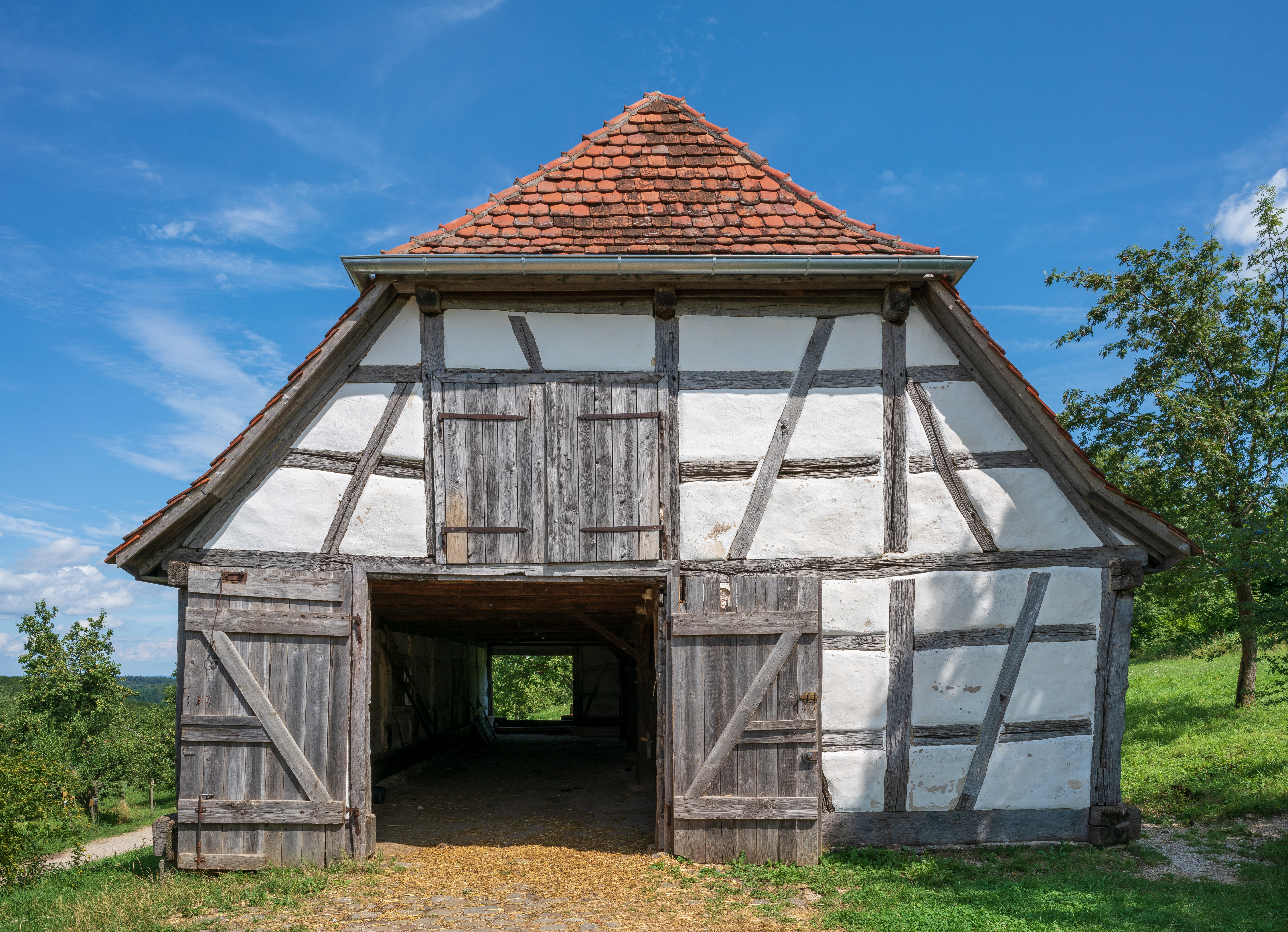
Schafstall aus Schlaitdorf
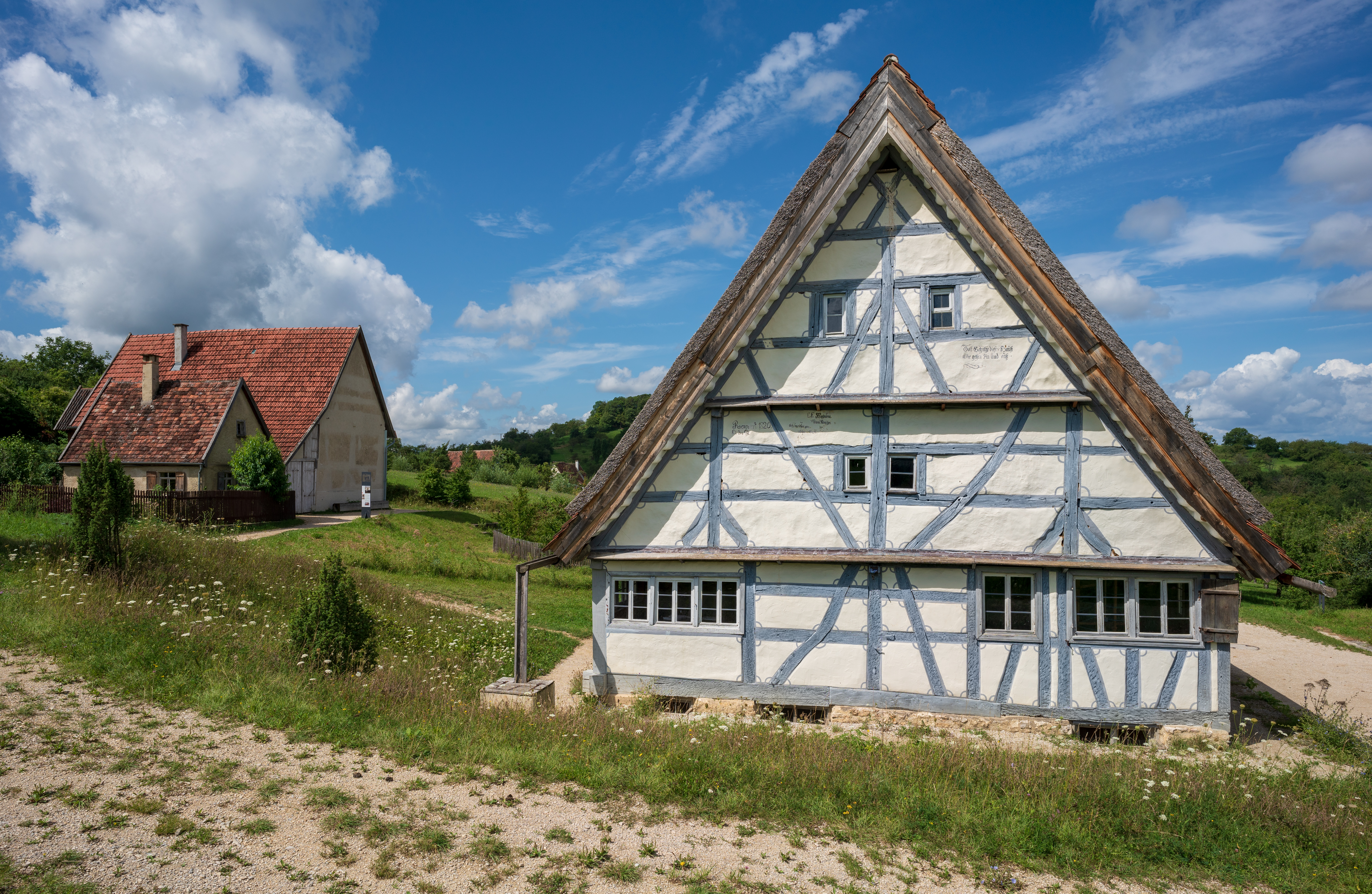
Weberhaus (Giebelseite) mit Umgebung
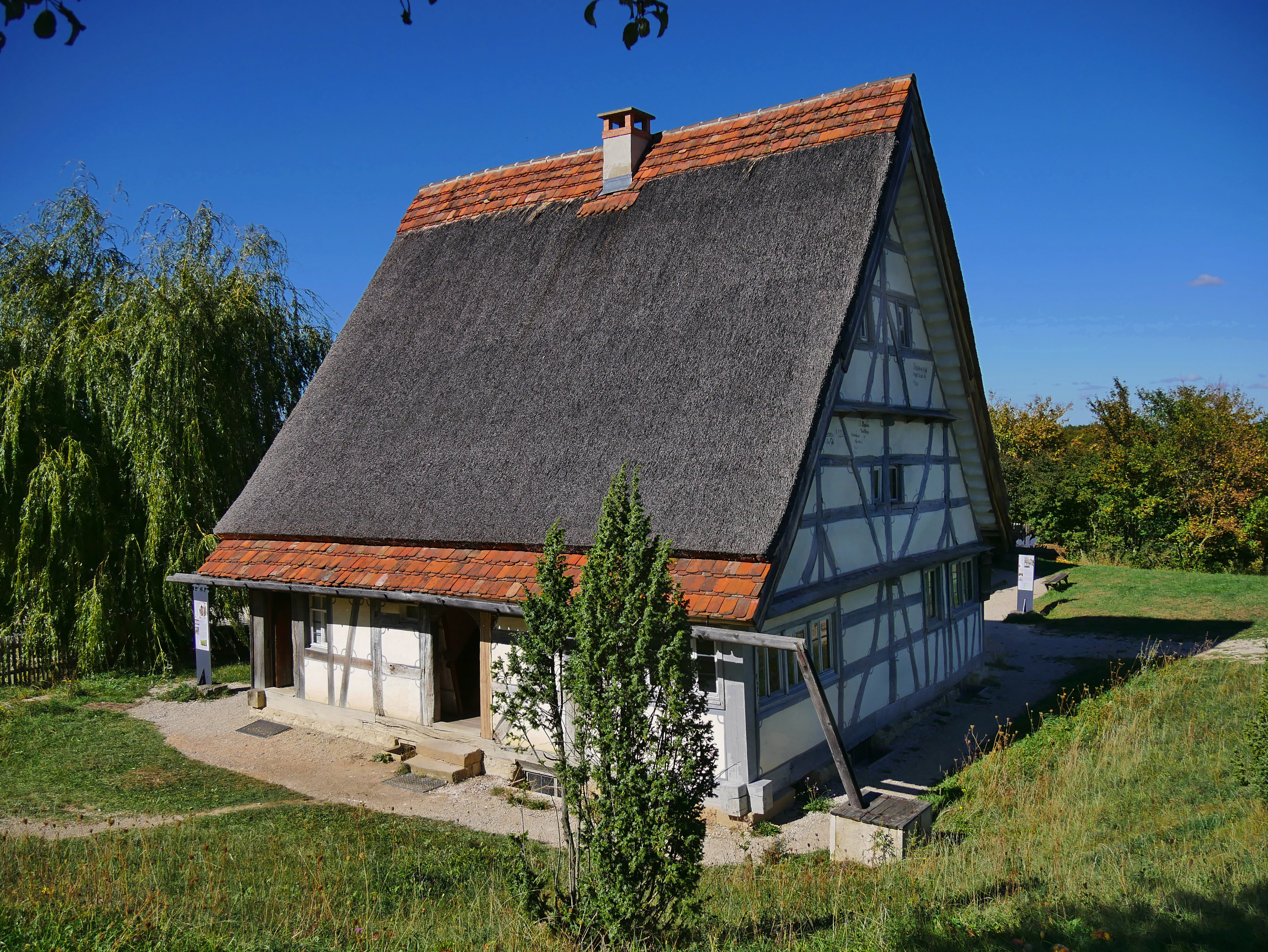
Weberhaus Rückseite
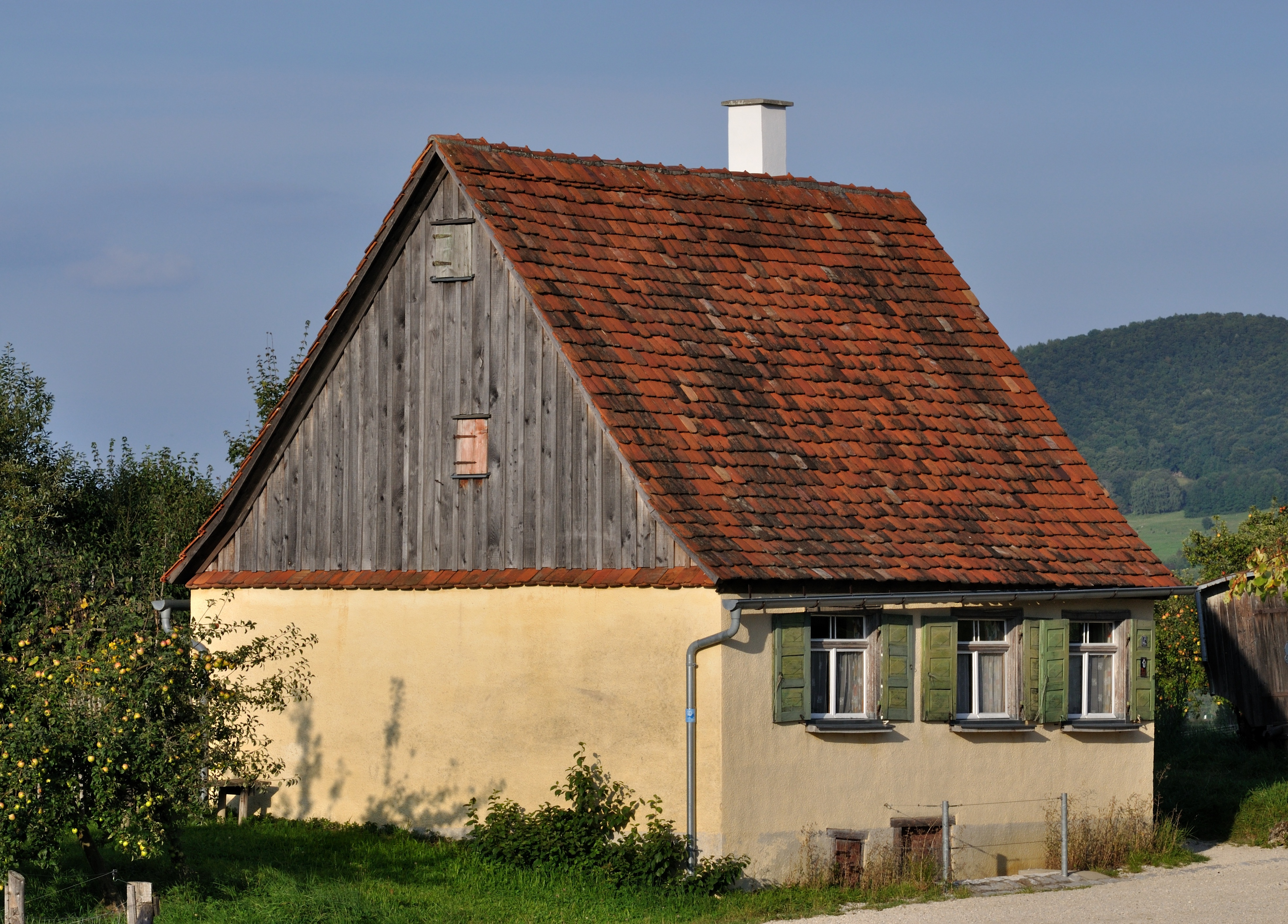
Tagelöhnerhaus aus Weidenstetten
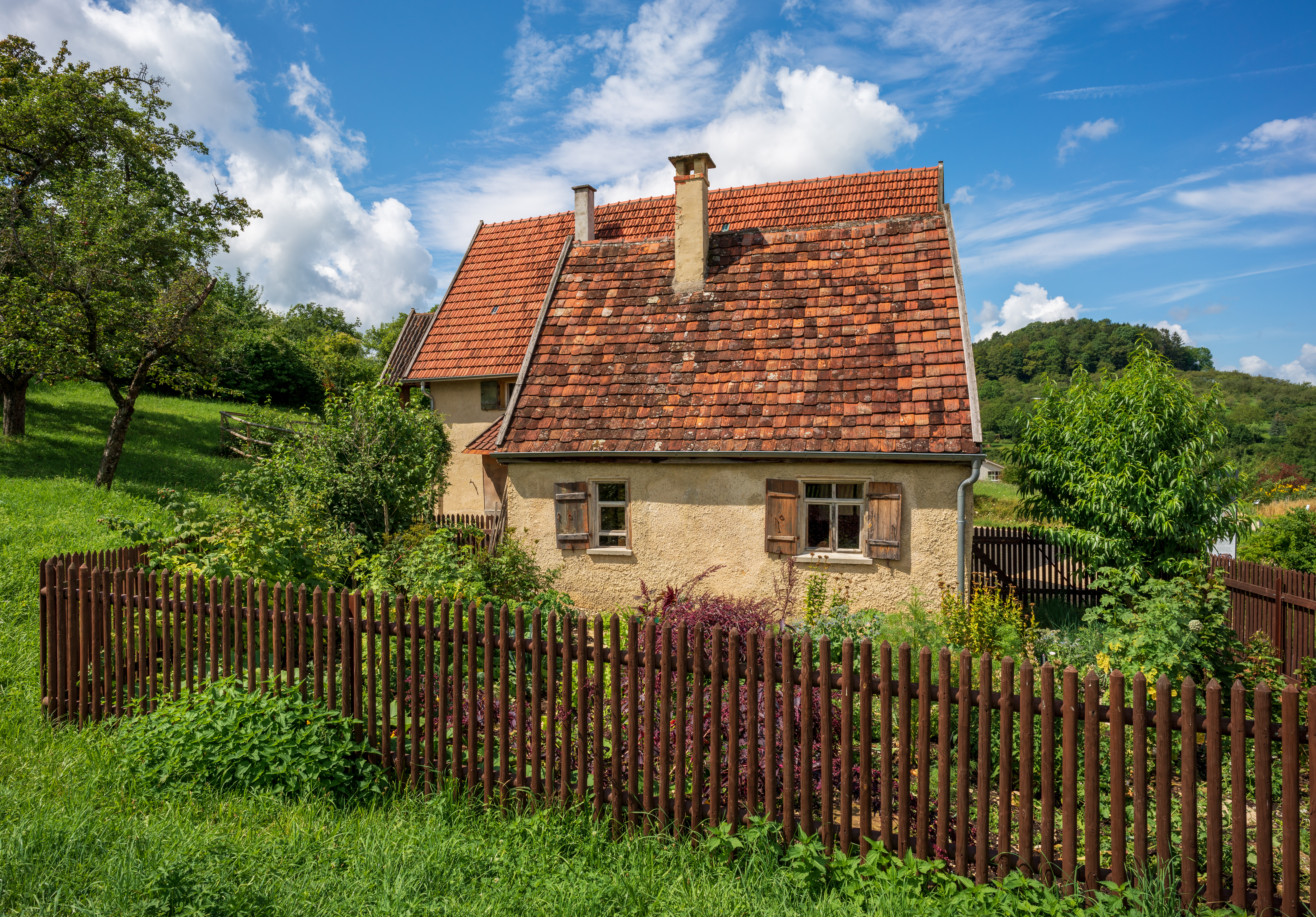
Ausgedinghaus aus Aichelau
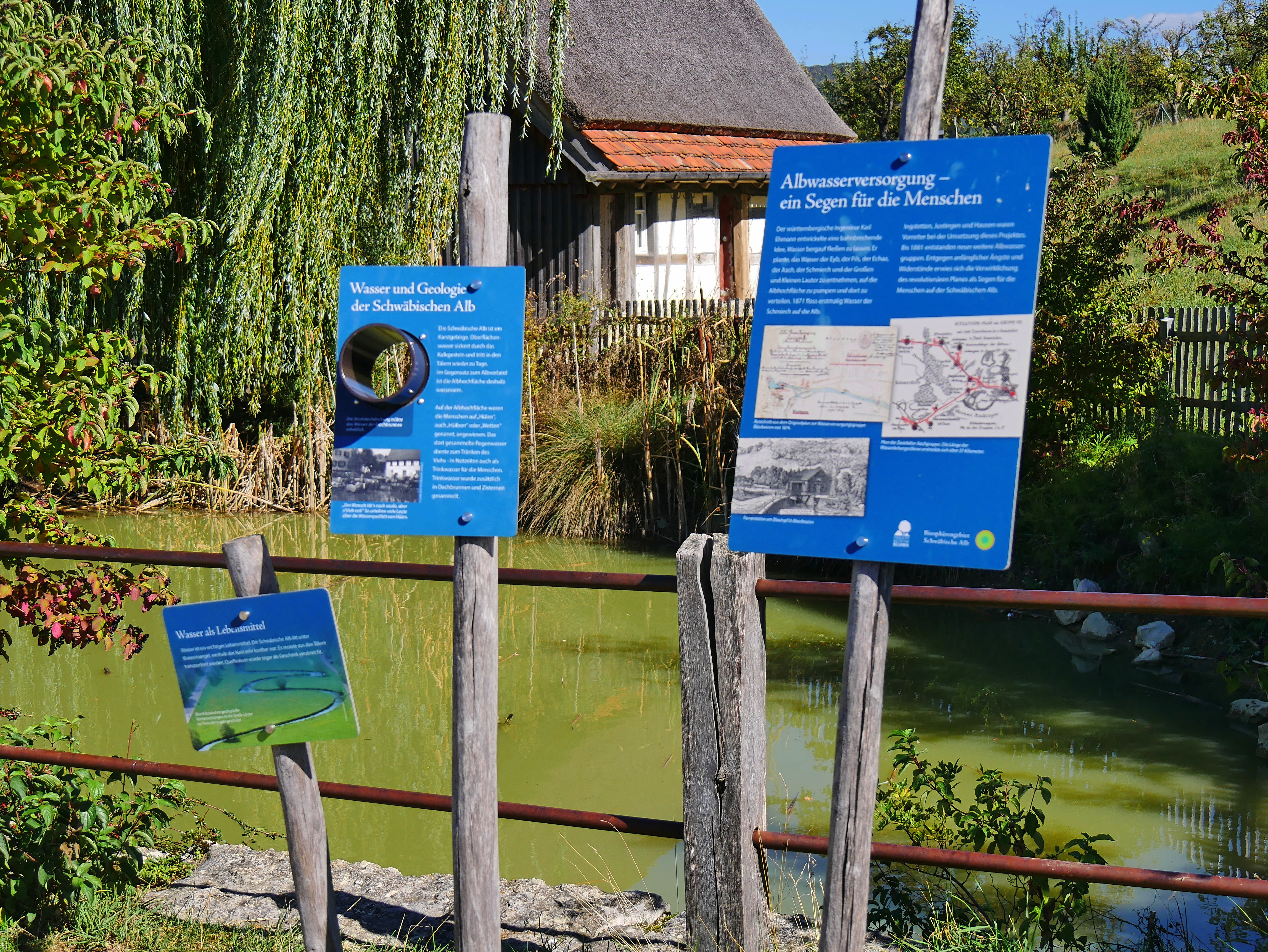
Teich der Albwasserversorgung

### Gärten, Felder, Museumstiere
Eine Besonderheit des Museums ist, dass es innerhalb von Streuobstwiesen errichtet wurde, die älter als das Museum sind. Bei den meisten Bäumen konnte die Sorte von Pomologen mittlerweile bestimmt werden. Sehenswert sind auch die Museumsäcker und die Hausgärten mit alten Kulturpflanzen wie Alblinsen, alten Getreidesorten, Hanf, Topinambur, Kartoffeln und Filderspitzkraut. Das Museum hält regionale und zum Teil vom Aussterben bedrohte Rassen von Merinolandschafen, Ziegen, Gänsen, Hühnern, Stallhasen und besitzt einen Schneckengarten mit Weinbergschnecken. Neben dem Museum werden einige Wiesen von benachbarten Bauern als Weide genutzt und so sind manchmal auch Schottische Hochlandrinder zu sehen. Für die Imkerei steht der Bienenwagen aus Ohmden und das Bienenhaus aus Köngen bereit.

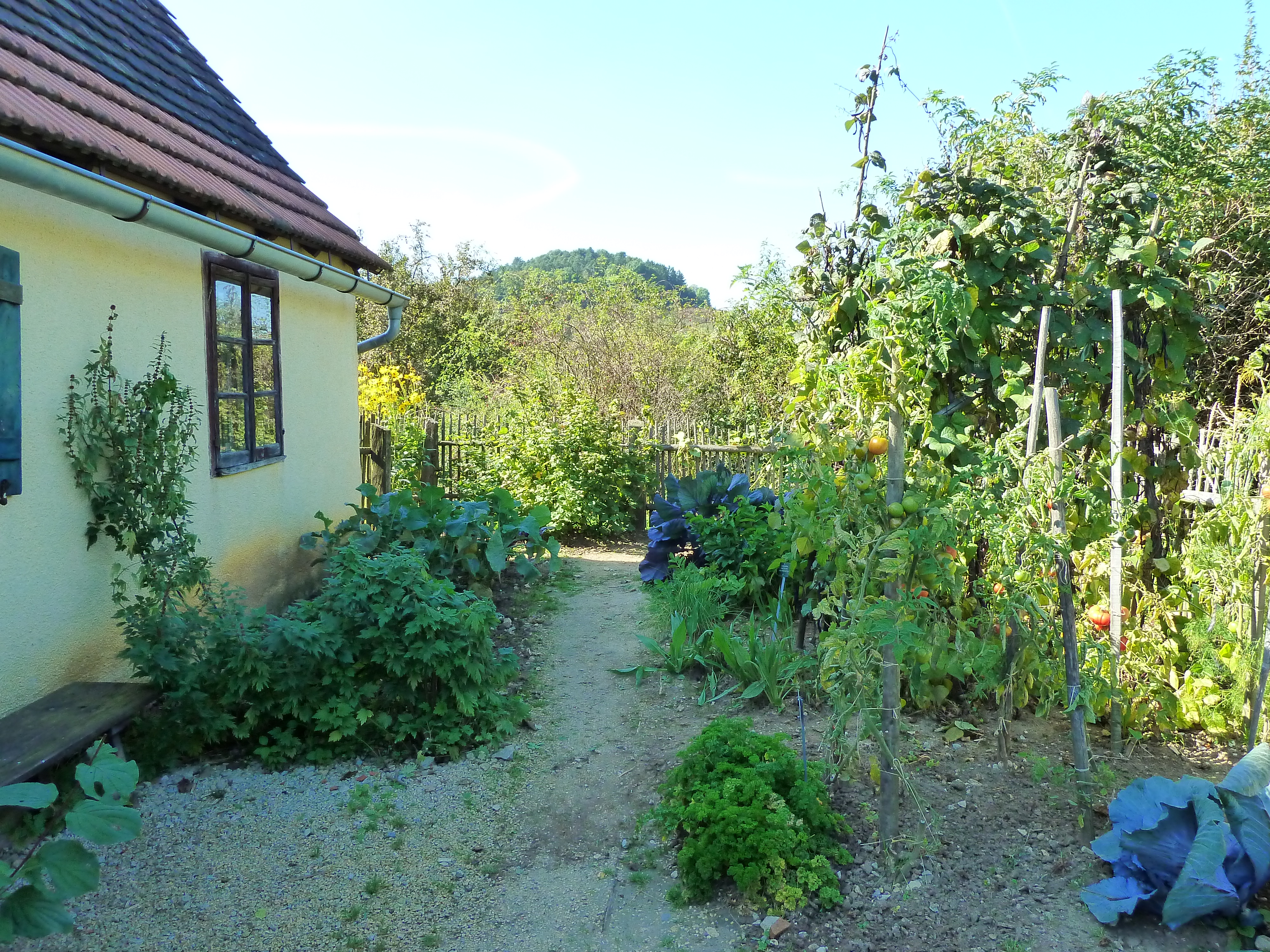
Hausgarten mit historischen Nutzpflanzen
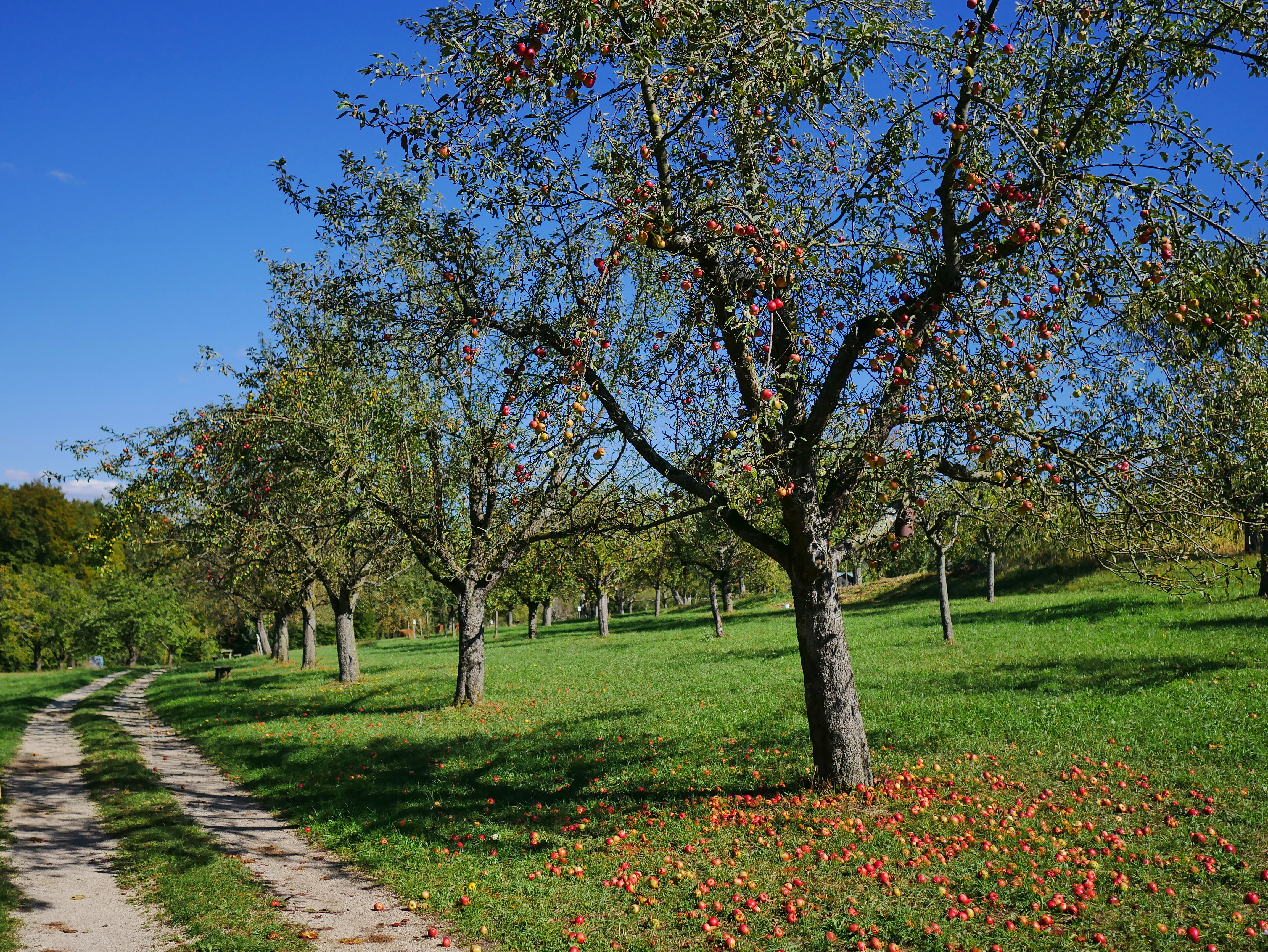
Streuobstwiesen
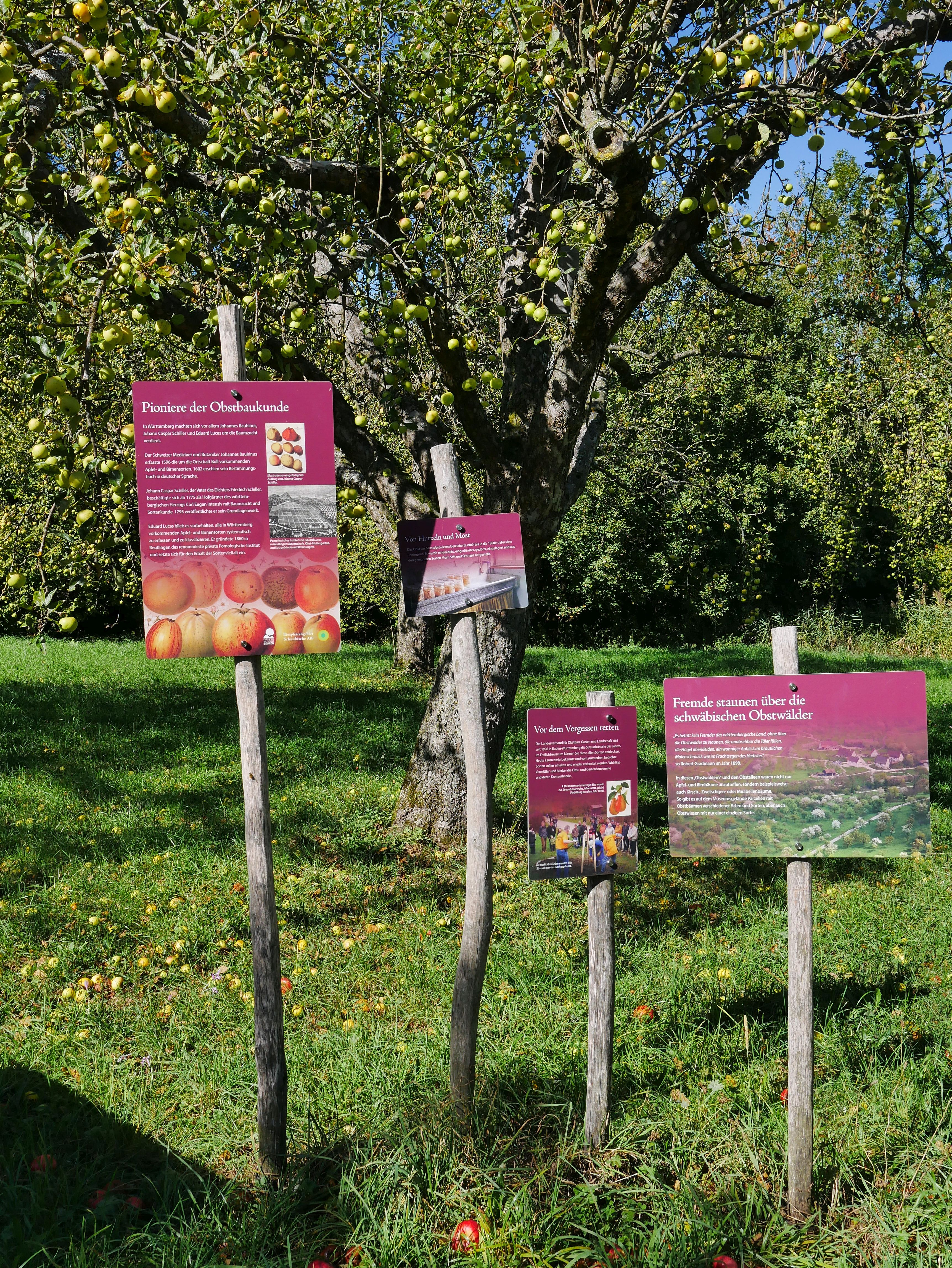
Beschilderung von Obstbäumen
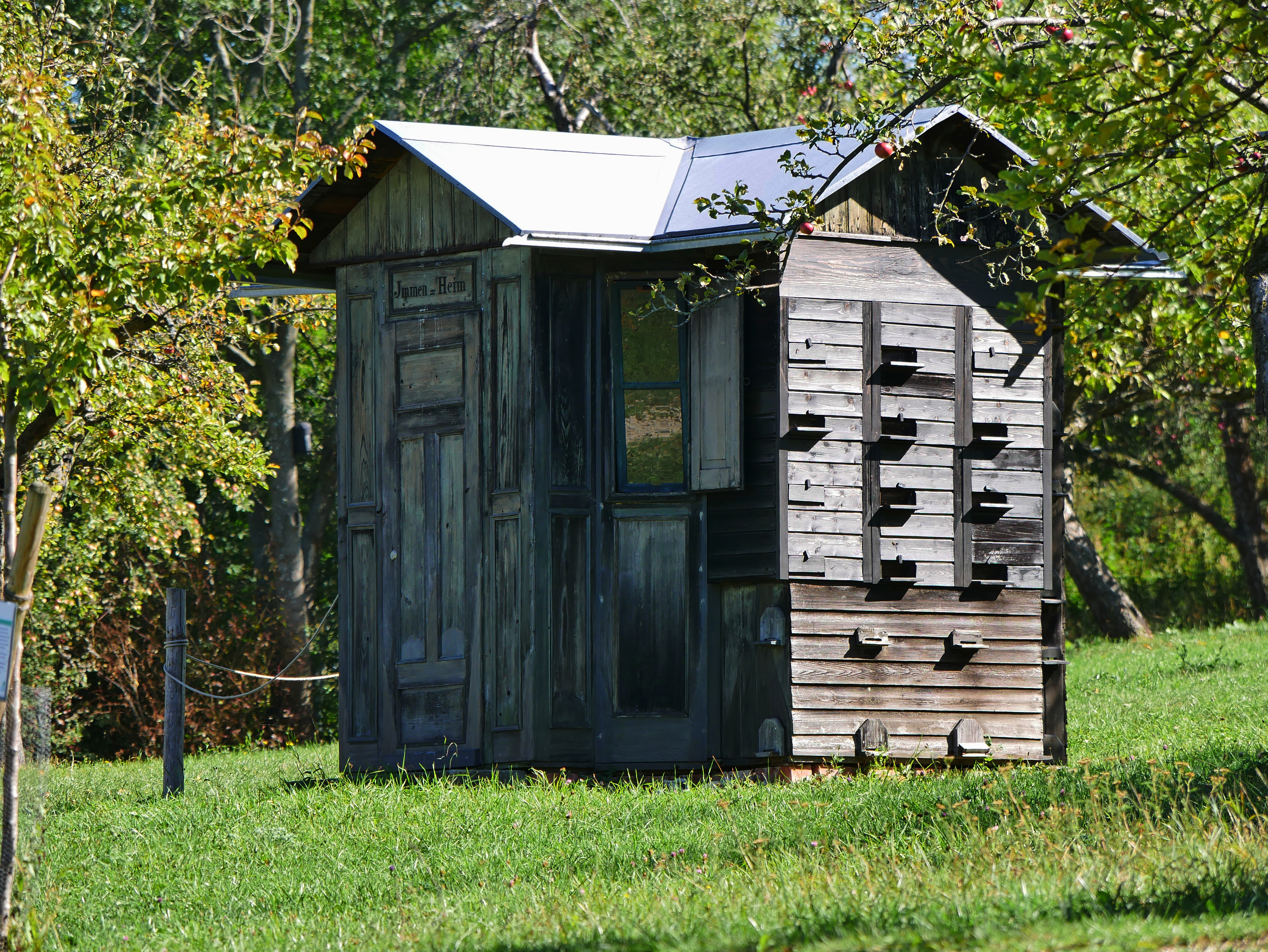
Bienenhaus
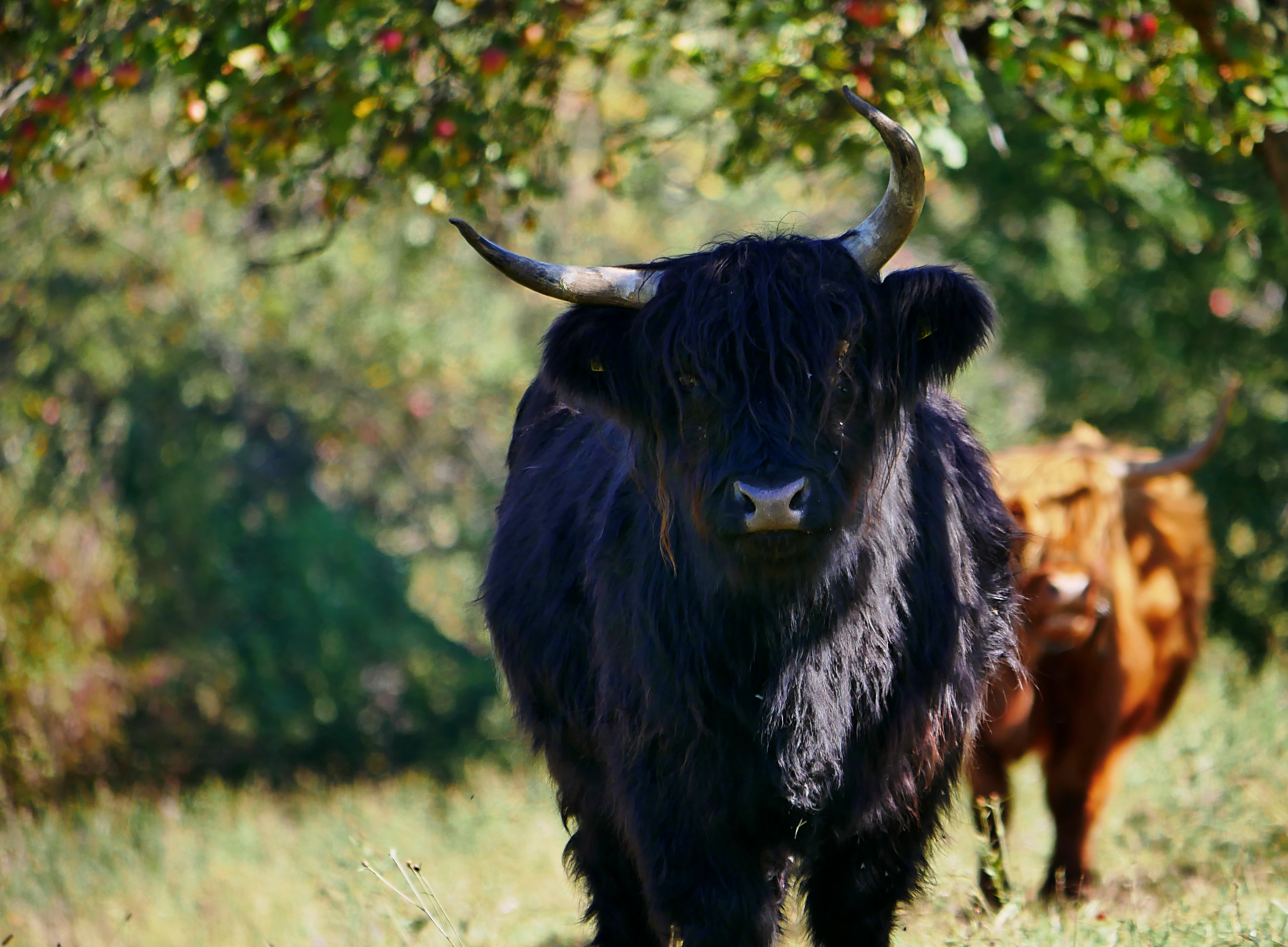
Schottische Hochlandrinder

## Tor zum Biosphärengebiet und zum GeoPark Schwäbische Alb
Große Teile des Biosphärengebiets Schwäbische Alb liegen im Einzugsbereich des Beurener Museums. Aus diesem Grund ist es prädestiniert, das Biosphärengebiet betreffende Themen zu vertiefen. Das Freilichtmuseum ist deshalb auch eines von 15 dezentralen Informationszentren des Biosphärengebiets. Außerdem ist das Freilichtmuseum seit Januar 2017 eine von 26 Infostellen des UNESCO Geoparks Schwäbische Alb.

## Förderverein
Der 1994 gegründete Förderverein Freilichtmuseum Beuren e. V. unterstützt mit seinen Aktivitäten den weiteren Ausbau des Freilichtmuseums. Inzwischen gehören rund 3.000 Menschen zum Förderverein Freilichtmuseum Beuren.
Zu den Schwerpunkten in der Arbeit des Fördervereins gehören unter anderem
- der Betrieb des „Tante-Helene-Lädles“ im Freilichtmuseum (seit 1997);
- der jährliche Aktionstag, u. a. mit Vorführungen alter Handwerke und Mitmachangeboten (1996 bis 2019 immer am 3. Sonntag im Juni);
- der Bau einer „Pädagogik-Scheuer“ (1997/1998), in der Kinder und Jugendliche durch vielfältige Angebote das Freilichtmuseum Beuren „mit allen Sinnen“ erleben können;
- die finanzielle Beteiligung beim Wiederaufbau des Fotoateliers Hofmann (2000–2002);
- die finanzielle Beteiligung beim Ab- und Wiederaufbau eines spätmittelalterlichen Bauernhauses der Schwäbischen Alb (2006 ff.),
- die finanzielle Beteiligung am  Wiederaufbau des Gartensaals aus Geislingen an der Steige, in dem das ERLEBNIS.GENUSS.ZENTRUM für alte Sorten eingerichtet wurde (Eröffnung 2019).

## Veranstaltungen
Jedes Jahr gibt es traditionell mehrere Aktionstage, wie 
- Schäfertage
- GARTEN.GENUSS.MARKT
- Oldtimertreffen (alle zwei Jahre)
- Markt der Arche des Geschmacks
- „Moschtfescht“, eine Veranstaltung rund und den Streuobstbau und die Herstellung von Apfelmost